# Mytilopsis ornata
Mytilopsis ornata is een tweekleppigensoort uit de familie van de Dreissenidae. De wetenschappelijke naam van de soort is voor het eerst geldig gepubliceerd in 1885 door Morelet.